# Stans (Autriche)
Pour les articles homonymes, voir Stans (homonymie).
Stans est une commune autrichienne du district de Schwaz dans le Tyrol.